# Louis Théodore Gouvy
Louis Théodore Gouvy   (Schafbrücke, 3 de juliol de 1819 - Leipzig, 21 d'abril de 1898) fou un compositor francoalemany.
Anà a París a cursar lleis, però al cap de poc es dedica completament a la música, feu tres anys d'estudis de composició sota la direcció de Antoine-Elie Elwarts i després va viure sense feina fixa, residint, ja a Alemanya, ja a Itàlia, ja a París.
La seva música és de l'escola de Mendelssohn-Schumann i aconseguí gran acceptació, especialment les seves escenes dramàtiques amb cor i orquestra: Aslega, Electra, Iphigenia auf Tauris, Oedipus auf Kolonos; les obres corals per a cors d'homes i orquestra, Polyxena i Frühlings Erwachen, i les seves misses, etc.
També se li deuen alguns cants del Livre d'amour de Pierre de Ronsard.
El 1895 fou nomenat membre de l'Acadèmia d'Art, de Berlín